# Albumy numer jeden w roku 1969 (USA)
Lista najlepiej sprzedających się albumów w Stanach Zjednoczonych w 1969 tworzona przez magazyn Billboard na podstawie Billboard 200.

## Historia notowania
| Data publikacji | Album                | Artysta                                             |
| --------------- | -------------------- | --------------------------------------------------- |
| 4 stycznia      | The Beatles          | The Beatles                                         |
| 11 stycznia     | The Beatles          | The Beatles                                         |
| 18 stycznia     | The Beatles          | The Beatles                                         |
| 25 stycznia     | The Beatles          | The Beatles                                         |
| 1 lutego        | The Beatles          | The Beatles                                         |
| 8 lutego        | TCB                  | Diana Ross & The Supremes featuring The Temptations |
| 15 lutego       | The Beatles          | The Beatles                                         |
| 22 lutego       | The Beatles          | The Beatles                                         |
| 1 marca         | The Beatles          | The Beatles                                         |
| 8 marca         | Wichita Lineman      | Glen Campbell                                       |
| 15 marca        | Wichita Lineman      | Glen Campbell                                       |
| 22 marca        | Wichita Lineman      | Glen Campbell                                       |
| 29 marca        | Blood, Sweat & Tears | Blood, Sweat & Tears                                |
| 5 kwietnia      | Wichita Lineman      | Glen Campbell                                       |
| 12 kwietnia     | Blood, Sweat & Tears | Blood, Sweat & Tears                                |
| 19 kwietnia     | Blood, Sweat & Tears | Blood, Sweat & Tears                                |
| 26 kwietnia     | Hair                 | Original Cast                                       |
| 3 maja          | Hair                 | Original Cast                                       |
| 10 maja         | Hair                 | Original Cast                                       |
| 17 maja         | Hair                 | Original Cast                                       |
| 24 maja         | Hair                 | Original Cast                                       |
| 31 maja         | Hair                 | Original Cast                                       |
| 7 czerwca       | Hair                 | Original Cast                                       |
| 14 czerwca      | Hair                 | Original Cast                                       |
| 21 czerwca      | Hair                 | Original Cast                                       |
| 28 czerwca      | Hair                 | Original Cast                                       |
| 5 lipca         | Hair                 | Original Cast                                       |
| 12 lipca        | Hair                 | Original Cast                                       |
| 19 lipca        | Hair                 | Original Cast                                       |
| 26 lipca        | Blood, Sweat & Tears | Blood, Sweat & Tears                                |
| 2 sierpnia      | Blood, Sweat & Tears | Blood, Sweat & Tears                                |
| 9 sierpnia      | Blood, Sweat & Tears | Blood, Sweat & Tears                                |
| 16 sierpnia     | Blood, Sweat & Tears | Blood, Sweat & Tears                                |
| 23 sierpnia     | At San Quentin       | Johnny Cash                                         |
| 30 sierpnia     | At San Quentin       | Johnny Cash                                         |
| 6 września      | At San Quentin       | Johnny Cash                                         |
| 13 września     | At San Quentin       | Johnny Cash                                         |
| 20 września     | Blind Faith          | Blind Faith                                         |
| 27 września     | Blind Faith          | Blind Faith                                         |
| 4 października  | Green River          | Creedence Clearwater Revival                        |
| 11 października | Green River          | Creedence Clearwater Revival                        |
| 18 października | Green River          | Creedence Clearwater Revival                        |
| 25 października | Green River          | Creedence Clearwater Revival                        |
| 1 listopada     | Abbey Road           | The Beatles                                         |
| 8 listopada     | Abbey Road           | The Beatles                                         |
| 15 listopada    | Abbey Road           | The Beatles                                         |
| 22 listopada    | Abbey Road           | The Beatles                                         |
| 29 listopada    | Abbey Road           | The Beatles                                         |
| 6 grudnia       | Abbey Road           | The Beatles                                         |
| 13 grudnia      | Abbey Road           | The Beatles                                         |
| 20 grudnia      | Abbey Road           | The Beatles                                         |
| 27 grudnia      | Led Zeppelin II      | Led Zeppelin                                        |